# 金邦平

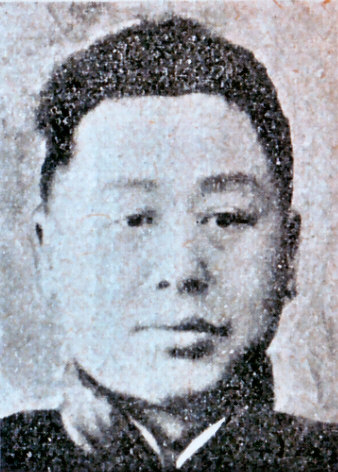

金邦平（1881年—1946年），字伯平，中国安徽黟县人。清末民初官员，实业家。

## 生平
金邦平1899年（光緒25年）留学日本，入早稻田大学，曾参加译书汇编社。1902年（光緒28年）毕业回国，曾先后任翰林院检讨、直隶总督袁世凯文案、北洋常备军督练处参议等项职务。光緒三十一年（1905年）获游學畢業進士。1906年天津自治局成立后任督理，后来担任资政院秘书长等职。
1912年中华民国成立后，金邦平任中国银行筹办处总办。1914年，任政事堂参议。1915年3月，任农商次长，8月兼任全国水利局副总裁。1916年4月，金邦平在第一次段祺瑞内阁中任农商总长，2个月后即去职。1927年起，不再在政府中任职。
此后，金邦平主要在天津办实业，曾任天津启新洋灰公司经理。1931年（民国20年），任上海啓新洋灰公司经理。1938年，担任耀华学校校长。

## 家庭
- 父：金庆慈
- 弟：金邦正